# Chutes du Nil Bleu
Les chutes du Nil Bleu sont une chute d'eau située en Éthiopie sur le Nil Bleu. Elles sont connues en amharique sous le nom de Tis Abay, locution signifiant « grande fumée ».

## Situation
Les chutes sont situées sur le cours supérieur du Nil Bleu, à environ 30 kilomètres en aval de la ville de Baher Dar et du lac Tana, source du fleuve et à proximité du village de Tis Abay.

## Description
La hauteur des chutes est estimée entre 37 et 45 mètres de haut et l'ensemble des chutes consiste en quatre flux d'eau variant de la largeur d'un ruisseau pendant la saison sèche à plus de 400 mètres de large pendant la saison des pluies. La régulation du lac Tana réduit quelque peu la variation, et, depuis 2003, la centrale hydroélectrique de Tis-Abay (de) absorbe une grande partie du débit des chutes, sauf pendant la saison des pluies.
Les chutes du Nil Bleu isolent l'écosystème du lac Tana de celui du reste du Nil, et cet isolement joue un rôle dans l'évolution de la faune endémique du lac.

## Divers
À peu de distance en aval des chutes se trouve le premier pont de pierre d'Éthiopie, construit en 1626 sous le commandement de l'empereur Susenyos.

## Galerie de photographies

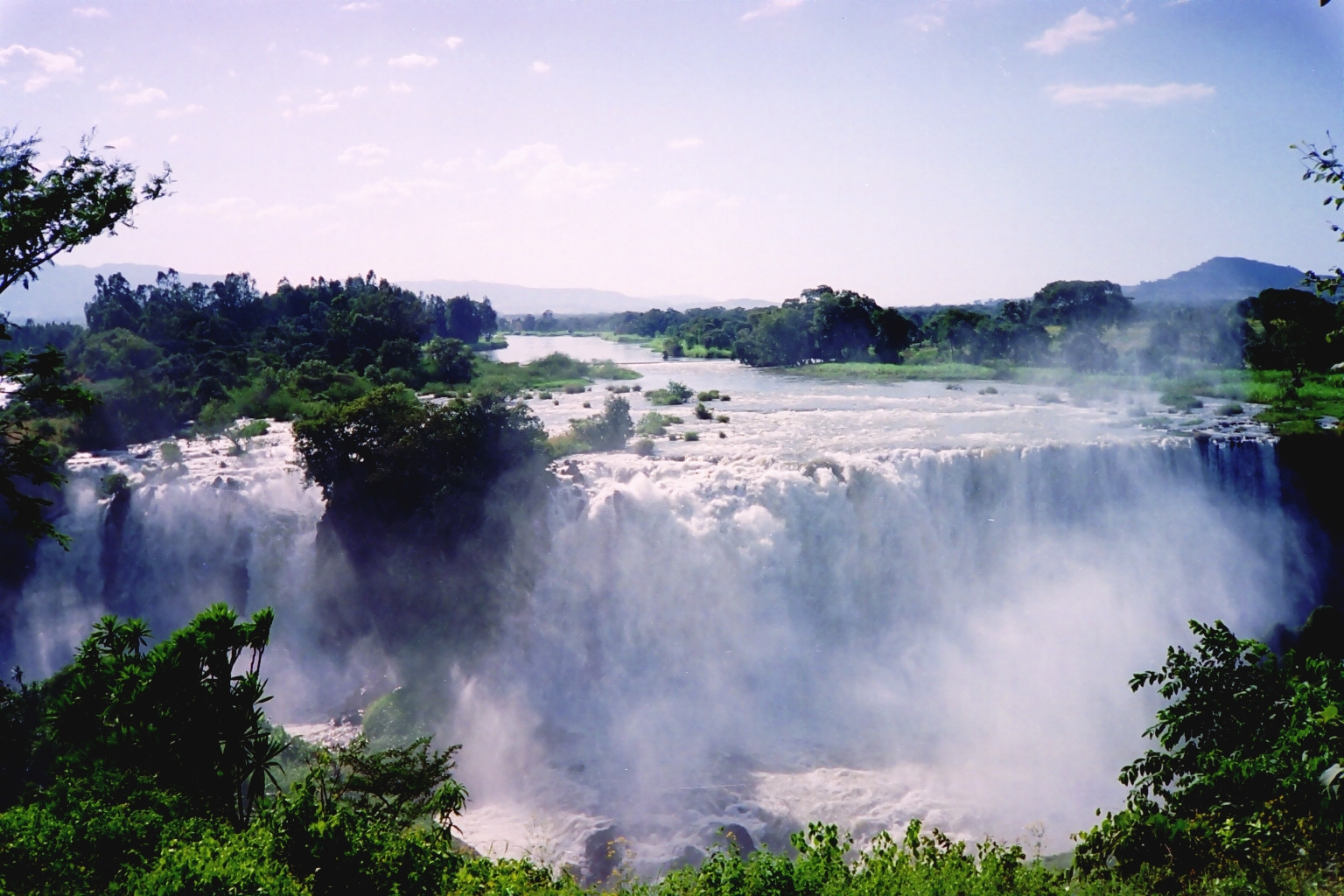
En saison humide
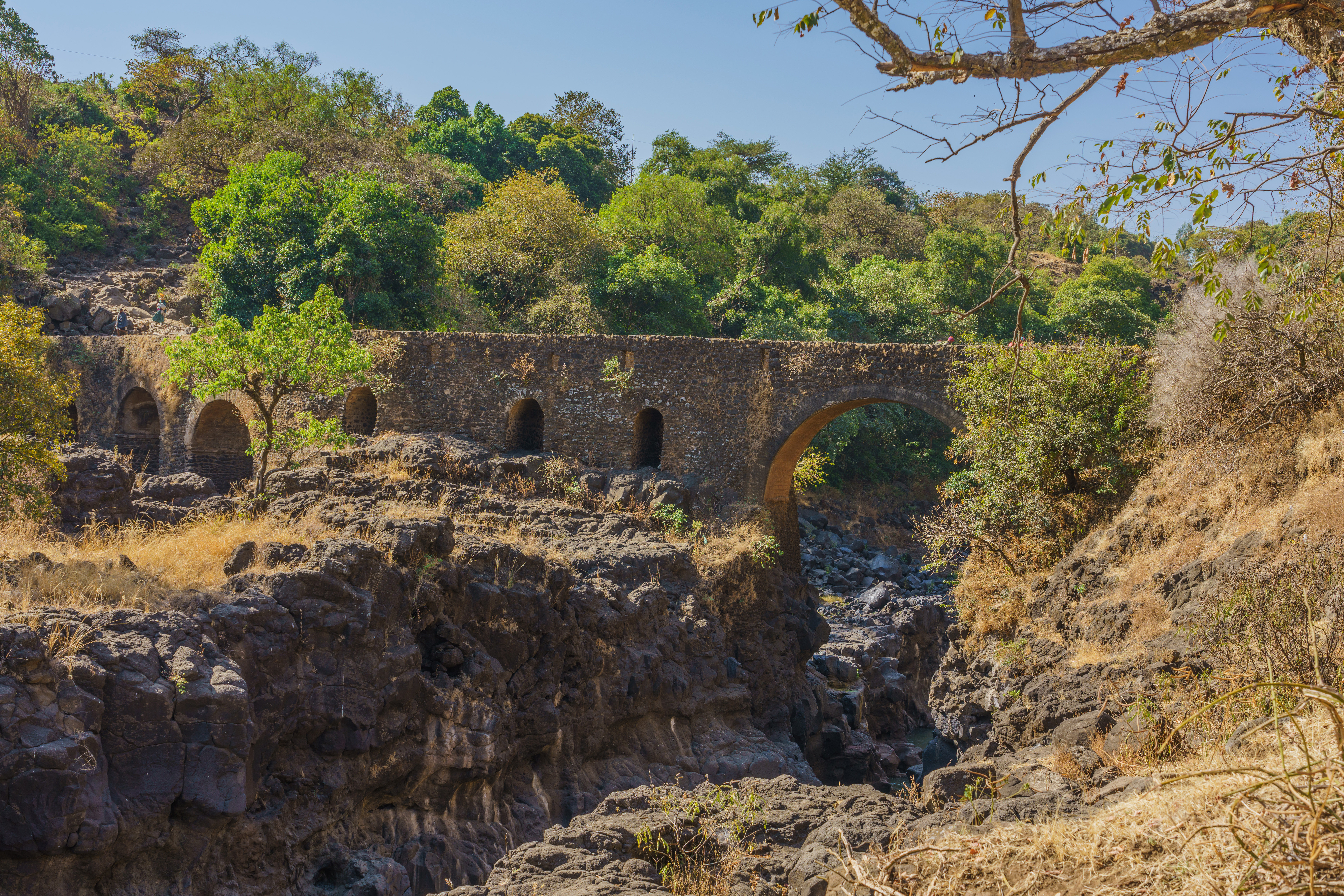
Le plus ancien pont de pierre.
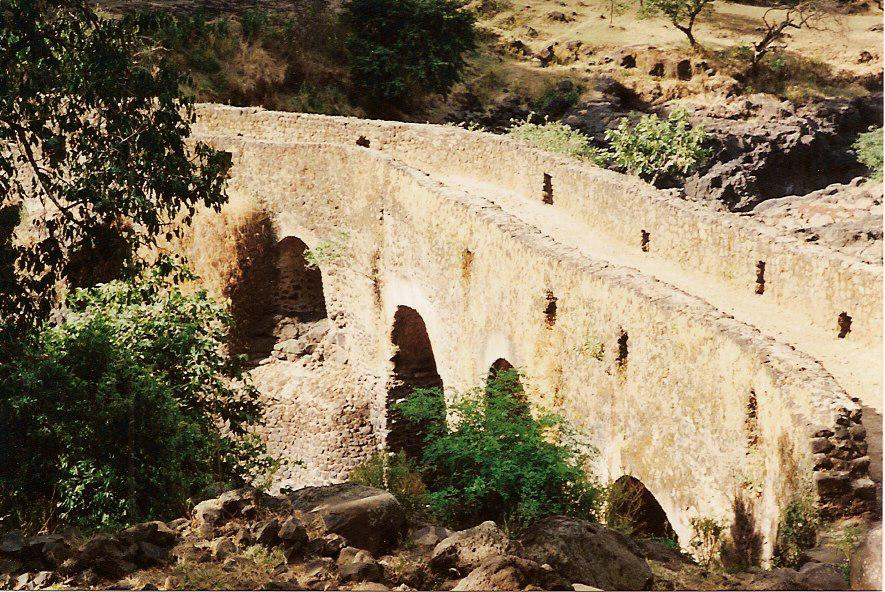
Le même pont vu de près.
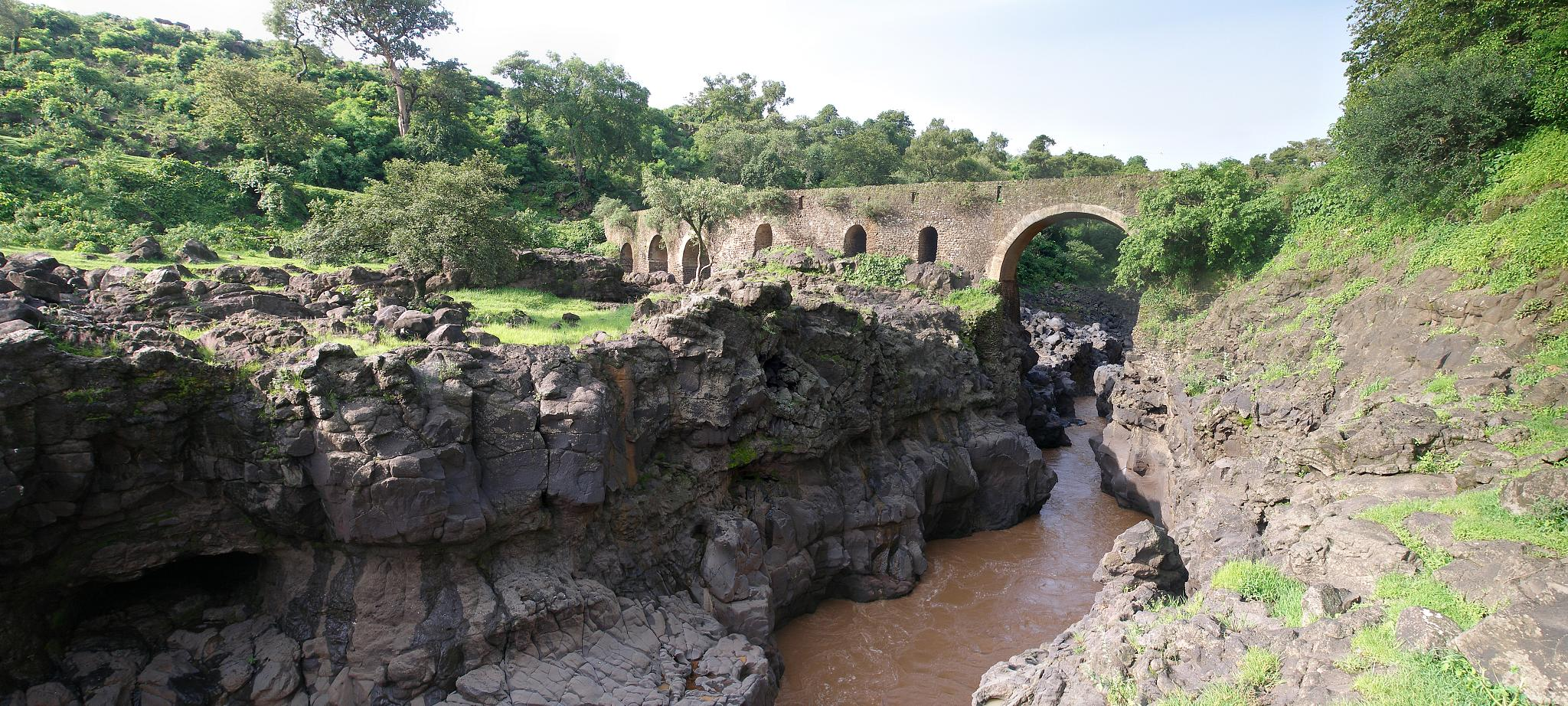
Au-dessus d’un bras de cours d'eau.